# Фимаркон, Поль-Антуан де Кассанье
Поль-Антуан де Кассанье (фр. Paul-Antoine de Cassagnet; ум. 13 марта 1664), маркиз де Фимаркон — французский генерал.

## Биография
Сын Бернара де Кассанье, сеньора де Тийяде, и Жанны де Нарбон, брат Габриеля де Кассанье.
Сеньор де Тийяде и Коссан, штатный дворянин Палаты короля.
Согласно секретарю Пинару, первоначально титуловался маркизом де Тийяде, в 1619 году был лейтенантом гвардейской роты своего отца, в 1620-м участвовал в осаде и взятии Канского замка и атаке Ле-Пон-де-Се, в 1621-м в осаде Сен-Жан-д’Анжели, взятии Сент-Фуа, Кастийона и Клерака, и в осаде Монтобана.
В 1622 году участвовал в бою на острове Ре, взятии Руайяна, Сент-Антонена и Сомьера. 4 августа в Безье после смерти отца  получил его гвардейскую роту и в том же году был при подчинении Монпелье.
В 1627 году в ходе осады Ла-Рошели поддержал высадку первого французского батальона на остров Ре, где были разбиты англичане. В следующем году атаковал форт Тадон, рассчитывая застигнуть врасплох защищавших его ларошельцев.
В 1629 году сражался при штурме Сузы, при осаде Прива штурмовал горнверк и равелин, при осаде Алеса содействовал взятию форта Тулон. В декабре 1630 отказался от гвардейской роты в пользу своего брата.
После смерти своих шурьев унаследовал маркизат Фимаркон и принял этот титул.
Кампмаршал (10.04.1637), служил в Гиени и принудил испанцев отойти от границы. В 1738 году участвовал в осаде Фуэнтеррабии. В 1639-м привел две сотни кавалеристов, нанятых за свой счет, на помощь Сальсу, осажденному испанцам, а в 1642-м сотню на осаду Перпиньяна. Стал кампмейстер-лейтенантом пехотного полка герцога Анжуйского при создании этого подразделения, по патенту, данному в Амьене 9 июля 1647.
В 1648 году участвовал в осаде Тортосы, в 1649-м в снятии осады Барселоны испанцами. Генерал-лейтенант (20.09.1650), участвовал в деблокировании Гюиза, осажденного штатгальтером Леопольдом Вильгельмом, взятии Ретеля и Ретельском сражении. В декабре передал Анжуйский полк сыну. Патентом от 25 ноября 1651 был пожалован в рыцари орденов короля, но орден Святого Духа так и не получил. 12 февраля 1652 получил губернаторство в Рю, сменив графа де Мондежё, переведенного на должность губернатора Арраса, после чего оставил военную службу.

## Семья
1-я жена (21.06.1607): Антуанетта-Франсуаза д'Эспарбес, дама де Беллок, дочь и наследница Жака д'Эспарбеса, сеньора де Беллока, и Франсуазы де Вуазен-де-Монто
2-я жена (14.03.1623, с папского разрешения): Поль-Франсуаза де Нарбон, дочь Амальрика де Нарбона, маркиза де Фимаркона, и Маргерит д'Орнезан, дамы д'Ораде, Сеш, Бражерак, Ла-Аж и Ла-Планьоль. Унаследовала все земли своего дома после смерти пяти братьев; приходилась мужу кузиной в третьей степени
Дети:
- Шарль (ум. 8.10.1687, Кондом), священник (1655)
- Жан-Жак (1628—28.01.1708, Париж), маркиз де Фимаркон, полковник Анжуйского полка (1652). Жена 1) (19.03.1656): Анжелика де Роклор (ум. после 1678), дочь Антуана де Роклора, маршала Франции, и Сюзанны де Бассаба-Пордеак; 2): Дениза-Филиберта де Поластрон (ум. 19.06.1715), дочь Шарля-Оже де Поластрона, сеньора де Ла-Ильер, и Клер де Жеро-Монтескью
- Франсуа (ум. 14.08.1678). Эказант королевской гвардии, драгунский полковник (1673), бригадир. Убит в битве при Сен-Дени под Монсом
- Мари (22.11.1634—?). Муж (19.05.1654): Шарль де Бузе, маркиз де Марен, полковник кавалерии